# بيرسونية حادة
بيرسونية حادة (الاسم العلمي:Persoonia acerosa) هي نوع غير مؤكد من النباتات تتبع جنس البيرسونية من الفصيلة البروطية.